# Municipalità di Flinders
La municipalità di Flinders è una delle 29 local government areas che si trovano in Tasmania, in Australia. Essa si estende su di una superficie di 1.333 chilometri quadrati ed ha una popolazione di 881 abitanti. La sede del consiglio si trova a Whitemark.